# Mat (Albanie)
Pour les articles homonymes, voir Mat.
Mat est une municipalité d'Albanie, appartenant à la préfecture de Dibër. Sa population est de 27 600 habitants en 2011.